# Jednostka regionalna Karpatos
Jednostka regionalna Karpatos (nwgr.: Περιφερειακή ενότητα Καρπάθου) – jednostka administracyjna Grecji w regionu Wyspy Egejskie Południowe. Powołana do życia 1 stycznia 2011 w wyniku przyjęcia nowego podziału administracyjnego kraju. W 2021 roku liczyła 7,6 tys. mieszkańców.
W skład jednostki wchodzą gminy:
- Karpatos,
- Kasos.